# Conférence Falconer
Pour les articles homonymes, voir Falconer.
La Conférence Falconer ou AWM/MAA Falconer Lecturer est une récompense et une série de conférences qui mettent à l'honneur « des femmes qui ont fait des contributions exceptionnelles pour les sciences mathématiques ou l'enseignement des mathématiques ». Elle est parrainée par l'Association for Women in Mathematics et la Mathematical Association of America. Les conférences ont commencé en 1996 et sont nommées d'après la mathématicienne Etta Zuber Falconer en 2004, « à la mémoire de la vision profonde de Falconer et ses réalisations dans l'amélioration de la circulation des minorités et des femmes dans les carrières scientifiques ». La lauréate présente la conférence lors de MathFest (en) chaque été.

## Lauréates
Les lauréates sont les suivantes :
- 1996 Karen E. Smith, Massachusetts Institute of Technology, « Calculus mod p »
- 1997 Suzanne Lenhart, université du Tennessee, « Applications of Optimal Control to Various Population Models »
- 1998 Margaret H. Wright, Laboratoires Bell, « The Interior-Point Revolution in Constrained Optimization »
- 1999 Chuu-Lian Terng, université du Nord-Est, « Geometry and Visualization of Surfaces »
- 2000 Audrey Terras, Université de Californie à San Diego, « Finite Quantum Chaos »[3]
- 2001 Patricia D. Shure, Université du Michigan, « The Scholarship of Learning and Teaching: A Look Back and a Look Ahead »[4]
- 2002 Annie Selden, université technologique du Tennessee, « Two Research Traditions Separated by a Common Subject: Mathematics and Mathematics Education »[5]
- 2003 Katherine Puckett Layton, Beverly Hills High School (en), « What I Learned in Forty Years in Beverly Hills 90212 »
- 2004 Bozenna Pasik-Duncan, université du Kansas « Mathematics Education of Tomorrow »[6]
- 2005 Fern Hunt, National Institute of Standards and Technology, « Techniques for Visualizing Frequency Patterns in DNA »
- 2006 Trachette Jackson, université du Michigan, « Cancer Modeling: From the Classical to the Contemporary »
- 2007 Katherine St. John, université de la ville de New York, « Comparing Evolutionary Trees »
- 2008 Rebecca Goldin, université George Mason, « The Use and Abuse of Statistics in the Media »[7]
- 2009 Kathleen Okikiolu, « The Sum of Squares of Wavelengths of a Closed Surface »
- 2010 Ami Radunskaya, Pomona College, « Mathematical Challenges in the Treatment of Cancer »
- 2011 Dawn Lott, Delaware State University, « Mathematical Interventions for Aneurysm Treatment »[8]
- 2012 Karen D. King, National Council of Teachers of Mathematics (en), « Because I Love Mathematics: The Role of Disciplinary Grounding in Mathematics Education »
- 2013 Patricia Clark Kenschaft, Université d'État de Montclair,« Improving Equity and Education: Why and How »
- 2014 Marie A. Vitulli, Université de l'Oregon, « From Algebraic to Weak Subintegral Extensions in Algebra and Geometry »
- 2015 Erica N. Walker, Teachers College (en), Université Columbia, « 'A Multiplicity All at Once': Mathematics for Everyone, Everywhere »[9],[10]
- 2016 Izabella Laba, The University of British Columbia, « Harmonic Analysis and Additive Combinatorics on Fractals »
- 2017 Talithia Williams, Harvey Mudd College, « Not So Hidden Figures: Unveiling Mathematical Talent »
- 2018 Pamela Gorkin, Université Bucknell, « Finding Ellipses »[11]
- 2019 Tara S. Holm, Université Cornell, « Dance of the Astonished Topologist... or How I Left Squares and Hexes for Math »[12]
- 2020 : la MathFest et la conférence Falconer sont annulées en raison de la pandémie de COVID-19
- 2021 Bonita Saunders, National Institute of Standards and Technology, « Complex Functions, Mesh Generation, and Hidden Figures in the NIST Digital Library of Mathematical Functions ».
- 2022 : Suzanne Weekes, directrice exécutive de la Society for Industrial and Applied Mathematics (SIAM)[13].
- 2023 : Tatiana Toro, Université de Washington et directrice du Mathematical Sciences Research Institute, "Geometry of Measures"[14].